# Acentrella insignificans
Acentrella insignificans är en dagsländeart som först beskrevs av Mcdunnough 1926.  Acentrella insignificans ingår i släktet Acentrella och familjen ådagsländor. Inga underarter finns listade i Catalogue of Life.